# Seraincourt (Valle del Oise)
 Seraincourt  es una población y comuna francesa, en la región de Isla de Francia, departamento de Valle del Oise, en el distrito de Pontoise y cantón de Vigny.

## Demografía
| 608 | 581 | 594 | 640 | 563 | 614 | 563 | 521 | 507 | 502 | 533 | 510 | 514 | 515 | 518 | 507 | 531 | 505 | 515 | 510 | 408 | 534 | 543 | 531 | 431 | 600 | 615 | 763 | 879 | 1021 | 1131 | 1261 |
| Para los censos de 1962 a 1999 la población legal corresponde a la población sin duplicidades (Fuente: INSEE [Consultar]) |     |     |     |     |     |     |     |     |     |     |     |     |     |     |     |     |     |     |     |     |     |     |     |     |     |     |     |     |      |      |      |